# رخصة إكليبس العمومية
رخصة إكليبس العمومية رخصة برمجية حرة ومتساهلة مستعملة في البرامج المنتجة من قبل مؤسسسة إكليبس كبديل لترخيص العمومية الخلاقة، إن رخصة إكليبس العمومية مصصمة لتكون رخصة برمجية حرة ومتساهلة وتعرض بنود أقل فيما يتعلق بالحقوق المتروكة من ترخيص رخصة جنو العمومية الصغرى، مستخدم برامج مؤسسسة إكليبس بإمكانه توزيع ونسخ وتعديل على المصدر إلا في حالات خاصة.
رخصة إكليبس العمومية مصدقة من قبل مبادرة المصدر المفتوح ومؤسسة البرمجيات الحرة.